# Chicago (toneelstuk)
Chicago is een komedie in drie aktes van Maurine Dallas Watkins, die eind 1926 in première ging op Broadway. Het toneelstuk werd niet enthousiast ontvangen, maar resulteerde in verscheidene verfilmingen. Na de première op 30 december 1926 viel het doek in mei 1927. Met het toneelstuk wilde journalist Maurine Dallas Watkins het verhaal vertellen van twee vrouwen die werden vrijgesproken door de aandacht van de media die ze kregen.

## Verhaal
Gebaseerd op het leven van moordenares Beulah Annan, gaat Chicago over een vrouw die niets liever wil dan beroemd worden. Deze vrouw, Roxie Hart, schiet haar minnaar dood en wordt hiervoor gearresteerd. Ze geniet met volle teugen van de publiciteit die ze krijgt. Met hulp van advocaat Bill Flynn verzint ze het ene na het andere verhaal over haar leven om de media geïnteresseerd te houden. Ze gaat zelfs zover dat ze doet alsof ze zwanger is als ze in de vergetelheid raakt.

## Originele cast
- Francine Larrimore - Roxie Hart
- Charles A. Bickford - Jake
- Charles Halton - Amos Hart
- Edward Ellis - Bill Flynn
- Juliette Crosby - Velma
- Isabelle Winlocke - Mevrouw Morton
- Dorothy Stickney - Liz
- Eda Heinemann - Mary Sunshine
- Doan Borup - Fred Casely
- Robert Barrat - Martin S. Harrison

## Ontvangst
Het toneelstuk werd een groot succes en werd 182 keer opgevoerd. Watkins maakte zich zorgen om dit succes, omdat ze vreesde dat het publiek zou ontdekken dat ze deel uitmaakte van de pers die ze belachelijk maakte in het verhaal. Volgens menig bron heeft ze zich daar lang schuldig over gevoeld. Een musicalversie stond lang in de planning, maar lange tijd heeft ze voorkomen dat het verhaal opnieuw opgevoerd zou worden. Pas na haar dood kon dit gerealiseerd worden. Wel werd er onmiddellijk na de première een verfilming gemaakt, uitgebracht als Chicago (1927).
Ondanks het succes waren critici niet lyrisch. Er werd toegegeven dat het toneelstuk een realistisch beeld geeft van Chicago in die tijd, maar tegelijkertijd ook onzedelijk en godslasterlijk is. Anderen spraken met veel enthousiasme over de satirische kijk op het Amerikaanse rechtssysteem. Chicago ging toerend door heel het land. De toen nog beginnende acteur Clark Gable speelde aan de westkust een bijrol.